# Пиреш, Мария Жуан
Мари́я Жуа́н Пи́реш (порт. Maria João Pires, род. 23 июля 1944, Лиссабон) — португальская пианистка.

## Биография
В семь лет выступила с публичным исполнением концертов Моцарта, в девять получила Юношескую музыкальную премию Португалии. Окончила Лиссабонскую консерваторию, где её педагогами были Кампуш Коэлью и Франсин Бенуа, по стипендии Фонда Гюльбенкяна продолжила обучение в Мюнхене у Росля Шмида и в Ганновере у Карла Энгеля. В 1970 году выиграла в Брюсселе конкурс, посвященный 200-летию Бетховена. В дальнейшем выступала с крупнейшими оркестрами мира. Снималась (роли музыкантов) в нескольких фильмах Оливейры. Основала в Каштелу-Бранку Международный художественный центр Centro de Belgais para o Estudo das Artes.
В 2005 году перенесла инфаркт. С 2006 года жила в Бразилии, под Салвадором, получила бразильское гражданство. В настоящее время живёт в Швейцарии, возле города Делемон.

## Репертуар
В репертуаре пианистки Бах, Моцарт, Бетховен, Шуберт, Шуман, Шопен, Григ, Брамс.

## Признание
- Орден Сантьяго. Орден Инфанта дона Энрике.
- Премии Фернандо Пессоа (1989), Эдуарду Лоренсу (2007).
- Императорская премия (2024, Япония)[3].
- Диски с её записями многократно отмечались премиями (Grand Prix du Disque, 1990, 1995, 1996, 1997, и др.).